# Landung am Kap Helles
Marineoperationen – Arıburnu – Kap Helles – Krithia I – Krithia II – Krithia III – Zığındere – Sarı Baır – Kirte Bağları – Kanlısırt – Anafartalar – Anafarta – Kılıçbayır – Chunuk Bair – Scimitar Hill – Höhe 60
Die Landung am Kap Helles war Teil der amphibischen Landung auf der Halbinsel Gallipoli durch britische und französische Truppen während des Ersten Weltkriegs. Sie fand am 25. April 1915 statt. Kap Helles an der äußersten Südwestspitze der Halbinsel war der Hauptlandungspunkt. Mit Unterstützung der britischen Schiffsartillerie versuchte die britische 29. Division am ersten Tag, sechs Meilen landeinwärts vorzudringen und die Höhe Aci Baba zu besetzen. Von da aus sollten sie die Forts einnehmen, die den Eingang in die Dardanellen-Meerenge bewachten. Eine zweite Landeoperation wurde gleichzeitig weiter nördlich bei Gaba Tepe durch das Australian and New Zealand Army Corps (ANZAC) unternommen.
Zwar gelang es den Briten schließlich, am Strand Fuß zu fassen und einen Landekopf zu errichten, aber ihr Tagesziel, das Dorf Krithia (türkisch Kirte, heute Alçitepe) ca. 6 km landeinwärts, erreichten sie nicht. Während der nächsten zwei Monate versuchten sie in mehreren verlustreichen Anläufen immer wieder, das am ersten Tag versäumte Etappenziel zu erreichen und den entscheidenden Durchbruch zu erzwingen; es sollte ihnen aber bis zum Ende des Feldzugs nicht mehr gelingen.

## Ausgangslage

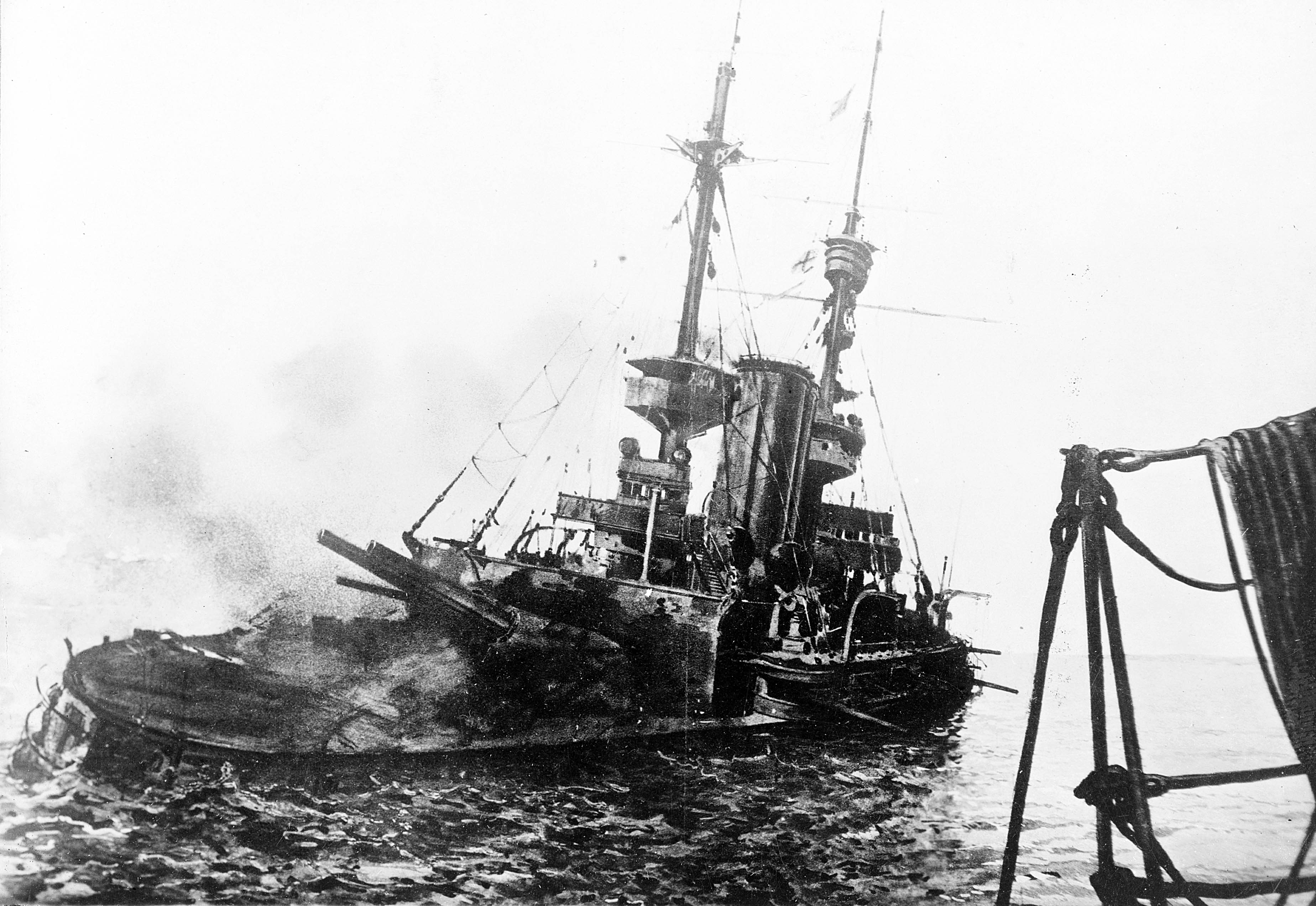
Die Irresistible sinkt am 18. März 1915

Nach dem gescheiterten Versuch der Royal Navy, eine Passage durch die Dardanellen zu erzwingen (siehe Marineoperationen in der Schlacht von Gallipoli), beschloss General Ian Hamilton, Oberbefehlshaber der Mediterranean Expeditionary Force (MEF), Landungstruppen zur Eroberung der Halbinsel einzusetzen. Die Vorbereitungen für die Landung dauerten einen Monat, was den osmanischen Verteidigern ausreichend Zeit zur Verstärkung gab. Die britischen Planer unterschätzten die Osmanen und gingen davon aus, dass die Invasion schnell beendet sein würde.

## Britische Streitkräfte
Auf britischer Seite sollte die 29. Division der MEF unter dem Kommando von Lieutenant General Hunter-Weston für die Anlandung eingesetzt werden. Für die Landung wurden der 29. Division zwei zusätzliche Bataillone der Royal Naval Division (RND) zugeteilt, nämlich das Plymouth-Bataillon für den Strand Y und das Anson-Bataillon, das Arbeitstrupps an den Stränden X, W und V stellen sollte. Zwei Kompanien der Royal Scots Fusiliers wurden als Geleitschutz für die Transporte abgestellt, sodass die kämpfende Truppe, die General Hunter-Weston am 25. April zur Verfügung stand, aus 12 Bataillonen bestand, von denen sieben der Deckungstruppe zugeteilt wurden und fünf in der Haupttruppe verblieben.

## Osmanische Truppen
Am 24. März formierte Enver Paşa zur Verteidigung der Dardanellen die Fünfte Armee, die aus zwei Korps mit sechs Divisionen bestand und von General Otto Liman von Sanders befehligt wurde. Das III. Korps wurde auf der europäischen und das XV. Korps an der asiatischen Seite positioniert. Die 5. Division und die Kavalleriebrigade befanden sich auf dem europäischen Festland, um das III. Korps bei Bedarf zu unterstützen. Dem III. Korps gehörten die 9. Division (25., 26. und 27. Infanterieregiment), die 19. Division (57., 72. und 77. Infanterieregiment) und die 7. Division (19., 20. und 21. Infanterieregiment) an. Die 9. Division übernahm die Küstenverteidigung vom Kap Helles nördlich bis Bulair, wo die 7. Division übernahm, während die 19. Division in Maidos die Korpsreserve bildete.

## Der britische Landungsplan

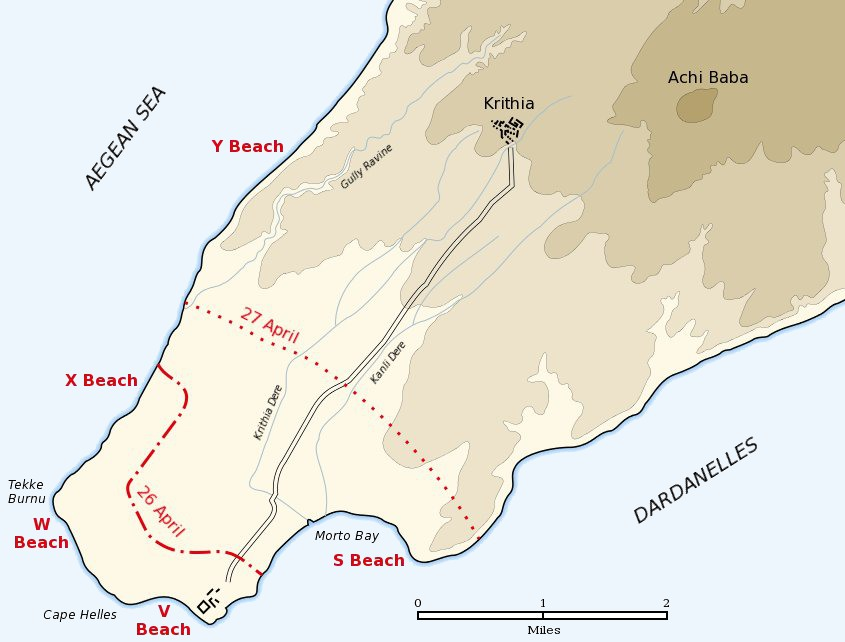
Die Strandabschnitte am Kap Helles

Die Landung der 29. Division am Kap Helles hatte zunächst das Ziel, den 220 Meter hohen Punkt namens Achi Baba einzunehmen. Hamilton war der Meinung, dass die Einnahme von Achi Baba es der Artillerie und den Truppen ermöglichen würde, die Festungen der Dardanellen von hinten anzugreifen.
Eine Stunde nach der Landung der ANZAC-Truppen 20 km weiter nördlich sollte die 29. Division an ihrem Landeplatz am Kap Helles landen. Nach der Landung sollte die 29. Division ihre Flanken verbinden und gemeinsam in Richtung Aichi Baba vorrücken.
Die Landung sollte am frühen Morgen bei Tageslicht erfolgen und durch ein einstündiges Trommelfeuer der Schiffsartillerie, beginnend um 5:00 Uhr morgens, eingeleitet werden. Da der Angriff des ANZAC als Überraschungsangriff geplant war, sollte er vor Sonnenaufgang und ohne Artillerieunterstützung stattfinden.

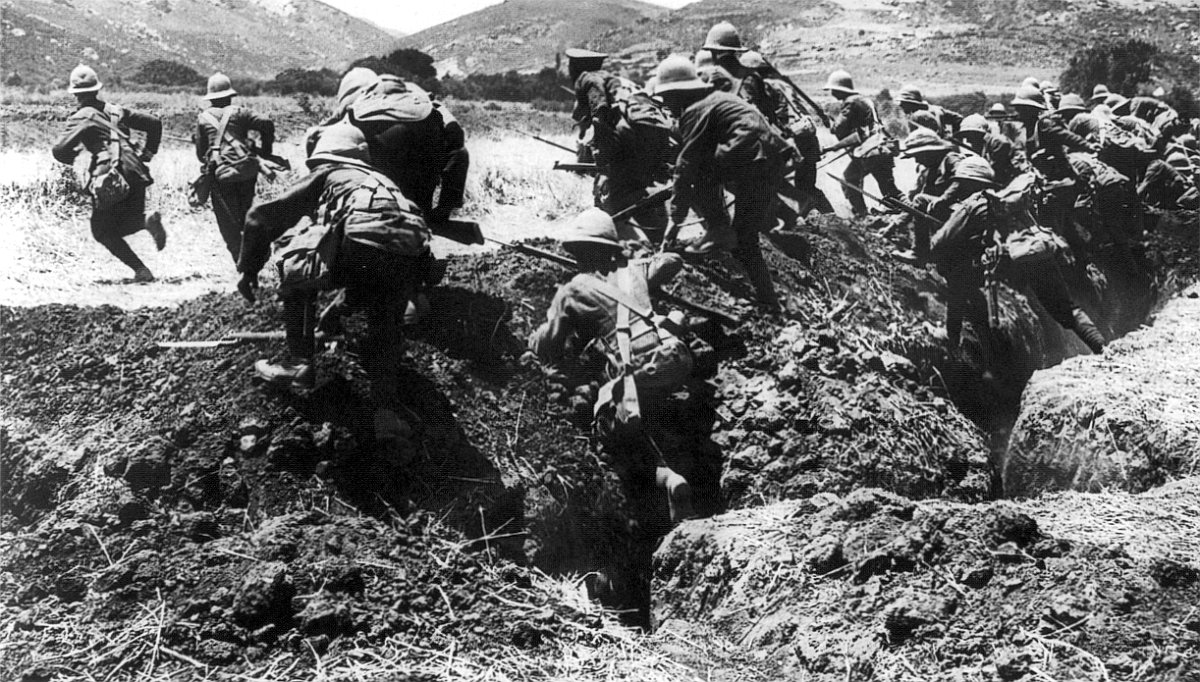
Die Royal Naval Division bei Gefechtsübungen auf Lemnos

Der Strand war in fünf Abschnitte unterteilt worden. Diese waren von Ost (innerhalb der Dardanellen) nach West (an der Ägäisküste) die Abschnitte S, V, W, X und Y. Der Strandabschnitt des ANZAC, im Norden, wurde als Z bezeichnet. Die Hauptlandungspunkte waren die Abschnitte V und W am äußersten Ende der Halbinsel, links und rechts der Landzunge Kap Helles gelegen. Abschnitt S lag innerhalb der Dardanellen und Y ca. 5 km weiter nördlich an der Ägäis; von ihnen aus sollten flankierende Landungen unternommen werden, um die türkischen Verteidiger von den Hauptlandungspunkten wegzulocken.
Unterstützt werden sollte der Angriff von einer Flotte bestehend aus 18 Linienschiffen, 12 Kreuzern, und 29 Zerstörern, dazu eine große Zahl von Handelsschiffen, die als Truppentransporter dienten. Die eingesetzten Truppenteile waren die Royal Munster Fusiliers (Lt Col Henry Tizzard), die Royal Dublin Fusiliers (Lt Col Richard Rooth; † 25. April 1915), die Hampshire Fusiliers (Lt Col Herbert Carrington-Smith, † 25. April 1915), die West Riding Field Royal Engineers, das Anson-Bataillon der RND und einige Feldambulanzen.

## Strandabschnitt V
Strandabschnitt V war ungefähr 300 Meter lang und wurde zur Linken durch Kap Helles und Fort Ertugrul (Fort Nr. 1) und zur Rechten durch die alte byzantinische Festung Sedd el Bahr (Fort Nr. 3) begrenzt. Direkt voraus lag die Höhe 141. Der Strandabschnitt wurde durch eine türkische Kompanie (vom 3. Bataillon des 26. Regiments) mit vier Maschinengewehren verteidigt.

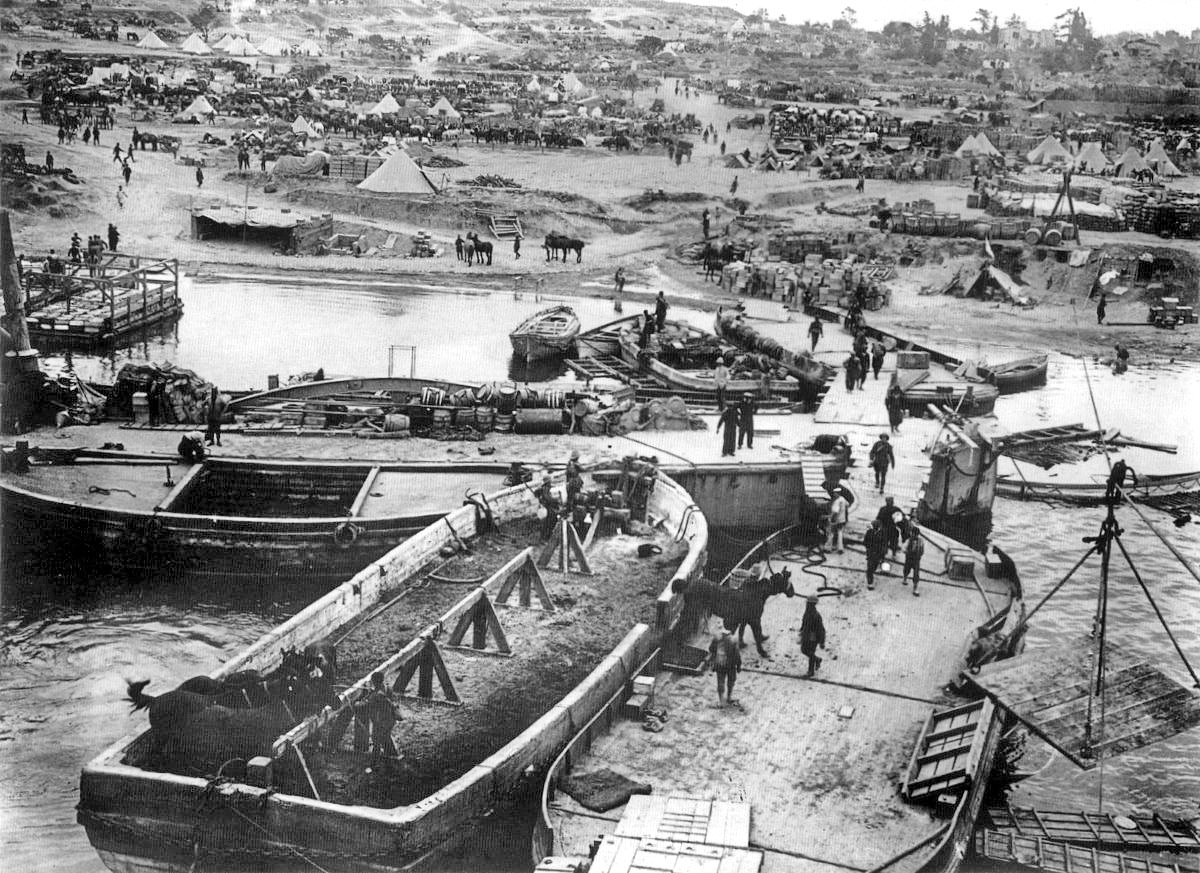
Strandabschnitt V nach der Landung, vom Bug der River Clyde aus gesehen

Die Schleppkähne der Royal Dublin Fusiliers starteten um 6 00 Uhr. In der Dunkelheit konnten keine türkischen Stellungen ausgemacht werden. Aber als sich die Boote dem Strand näherten, eröffneten die türkischen Soldaten das Feuer. Türkische Geschütze bestrichen den Strand und töteten die meisten Briten noch in den Booten. Von den 700 Männern in den Booten erreichten nur 300 den Strand.

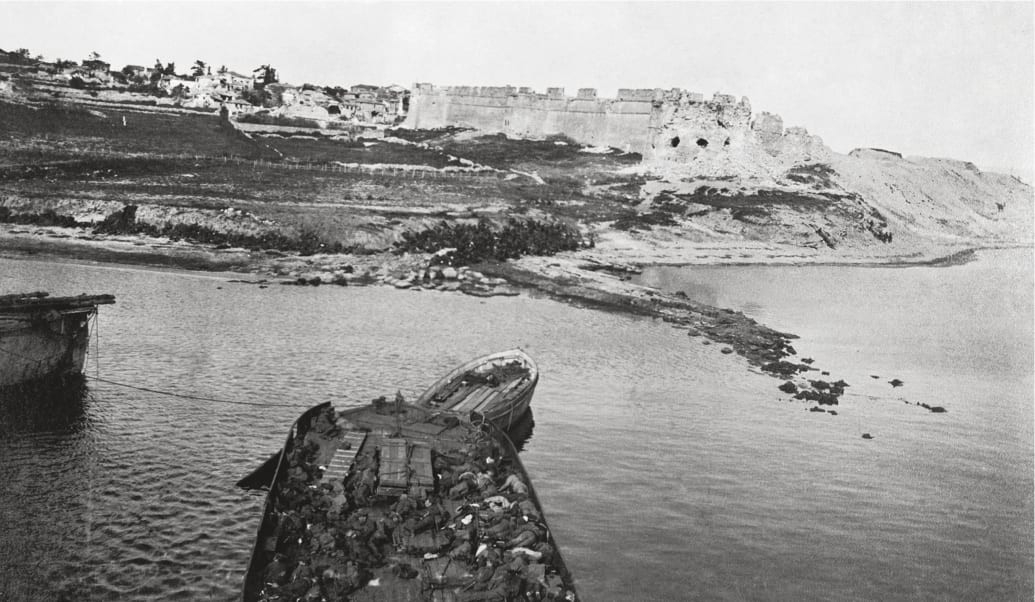
Sedd-el-Bahr von River Clyde aus gesehen und Boot mit toten Soldaten

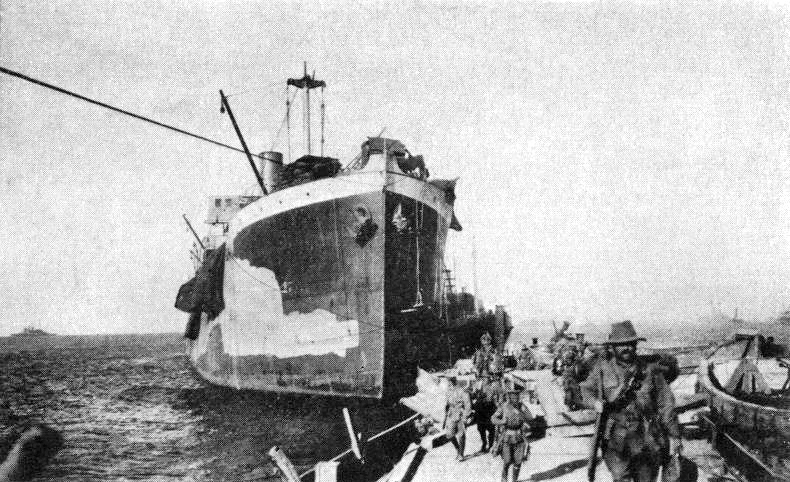
Die gestrandete River Clyde diente als Kai

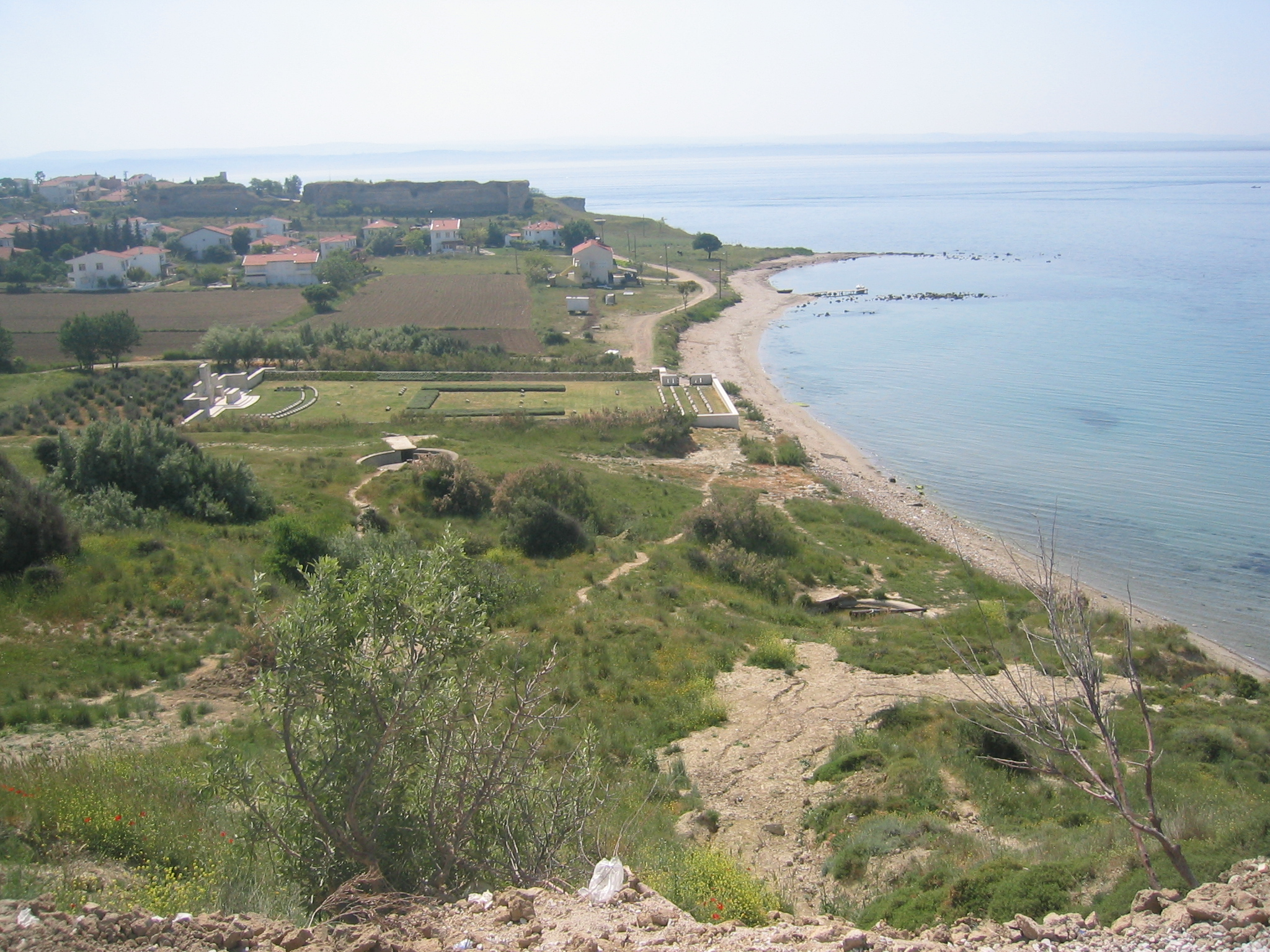
Blick auf den Strandabschnitt V heute. Der Soldatenfriedhof der Gefallenen des Commonwealth ist deutlich zu sehen.
(engl. V Beach Commonwealth War Graves Commission Cemetery)

Die River Clyde folgte dicht dahinter. Um den Männern den Weg zum Ufer zu erleichtern, sollte das Dampfboot Argyll sich als Brücke zwischen sie und das Ufer legen. Dieses Manöver misslang jedoch und die Argyll lag quer zum Ufer, ohne Verbindung zur River Clyde. Der Kapitän der River Clyde, Commander Edward Unwin, führte schließlich einen Trupp Männer aus dem Schiff, die eine Brücke aus drei Landungsbooten zusammenfügen konnten.
Ein Großteil der Truppe befand sich an Bord der River Clyde, einem umgestalteten 4 000-Tonnen-Kohlentender, bei dem oberhalb der Wasserlinie Ausstiegstore geschnitten worden waren. Insgesamt 2.000 Soldaten des 1. Bataillons, der zwei Kompanien des 2. Bataillons der Royal Munster Fusiliers, des Hampshire-Regiments der 88. Brigade und einer Kompanie der Royal Dublin Fusiliers sollten über die Tore das auf den Strand gesetzte Schiff verlassen und über Laufstege und zusammengebundene Lastkähne das Ufer erreichen.
Die River Clyde lief in voller Fahrt auf das Ufer auf. Zwei Kompanien der Royal Munster Fusiliers, die den Transporter verließen und versuchten, den Strand zu erreichen, fielen aber im Feuer der Maschinengewehre. Ihre Verluste betrugen über 70 Prozent. Gegen 9:00 Uhr unternahm eine andere Kompanie einen neuen Versuch, scheiterte aber ebenfalls.
Hunter-Weston blieb blind gegenüber der dramatischen Entwicklung am Strandabschnitt V. Um 8:30 Uhr befahl er dem Hauptkontingent, mit der Landung zu beginnen. Um 9.30 befahl er der Vorhut, Verbindung mit dem Strandabschnitt W aufzunehmen. Zu diesem Zweck verließ in einem dritten Anlauf eine Kompanie des Hampshire-Regiments die River Clyde, wurde aber ebenfalls niedergemacht. Der Führer des Hauptkontingents, Brigadegeneral Henry Edward Napier, Kommandeur der 88. Brigade, wurde bei dem Versuch getötet, seine Truppen an Land zu führen. Um 10:21 Uhr schließlich befahl Generalleutnant Hamilton, der das Geschehen von Bord der Queen Elizabeth beobachtet hatte, die als Flaggschiff und Gefechtsstand diente, Hunter-Weston, das Unternehmen abzubrechen und das Hauptkontingent am Strandabschnitt W, nördlich des Kaps, an Land zu setzen. Die an Bord der River Clyde verbliebenen 1.000 Mann warteten die Nacht ab, bevor sie einen erneuten Versuch unternahmen, den Strand zu erreichen.
Sechs Soldaten der Royal Naval Division, die die Landungsbrücken intakt gehalten hatten, erwarben sich an diesem Tag ein Victoria-Kreuz, die höchste britische Tapferkeitsauszeichnung. Lieutenant Colonel Charles Doughty-Wylie von den Royal Welsh Fusiliers, der am Morgen des 26. April, den Angriff anführte, der schließlich zur Einnahme der Festung Sedd el Bahr führte, erhielt seinen Orden postum. Die britischen Verluste am Kap Helles betrugen ca. 2.000 Soldaten.

## Strandabschnitt W („Lancashire Landing“)

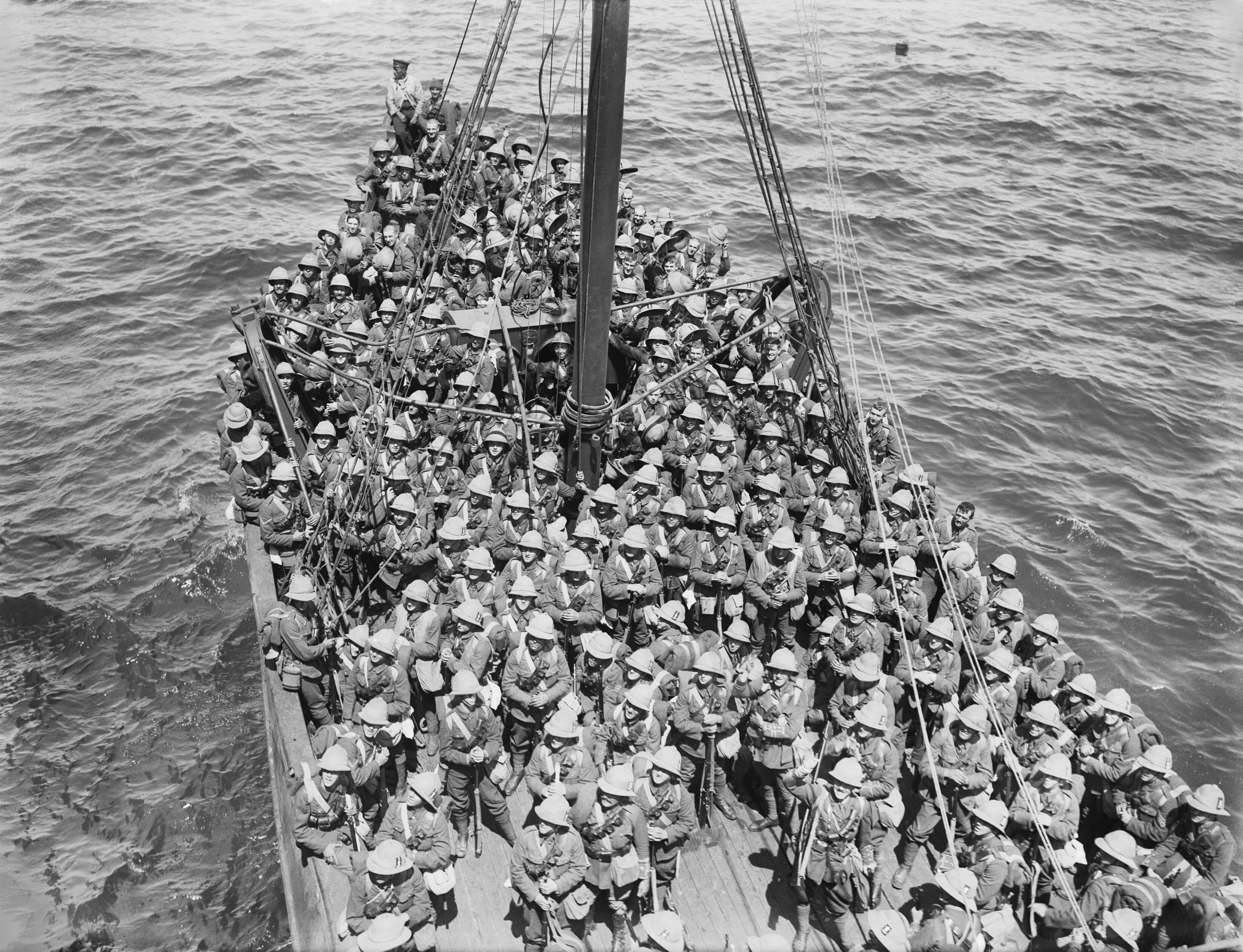
Lancashire Fusiliers an Bord eines Landungsbootes in Richtung Gallipoli

Strandabschnitt W, auf der anderen Seite der Landzunge von Kap Helles, war etwa 350 m lang und an der tiefsten Stelle 40 m breit. Da es dort keine starken Festungen wie an Abschnitt V gab, war der Strand vermint und mit ausgedehnten Stacheldrahtverhauen bewehrt. Der einzige Durchgang war eine Wasserrinne, die leicht zu verteidigen war. Ungefähr drei Züge türkischer Soldaten lagen an diesem Abschnitt. Britische Quellen sprechen von mindestens einem Maschinengewehr, türkische Quellen behaupten, es habe keines dort gegeben.
Das 1. Bataillon der Lancashire Fusiliers (Major H.O. Bishop, der eigentliche Kommandeur, Lt Col H.V.S. Ormond, war schon bei der Erkundung verwundet worden) machte sich dichtgedrängt auf 32 Kutter verteilt auf den Weg zum Strand. Wie auch am Abschnitt V eröffneten die Verteidiger das Feuer erst, als die Boote nahe am Strand waren, aber anders als dort erreichten die Soldaten ihr Ziel und arbeiteten sich trotz ihrer horrenden Verluste weiter vor – in dem Wissen, dass ein Verbleiben am Strand den sicheren Tod bedeutete. Das Bataillon verlor 533 Mann, über die Hälfte seiner ursprünglichen Stärke. Um 7:15 Uhr, etwa eine Stunde nach Beginn der Landung, war der Strandabschnitt gesichert. Da im Abschnitt V kein Vorwärtskommen war, ging das Hauptkontingent an Abschnitt W an Land.
Sechs Soldaten der Lancashire Fusiliers erwarben sich an diesem Strandabschnitt, der danach als „Lancashire Landing“ bekannt wurde, ein Victoria-Kreuz. Die Empfänger wurden von den überlebenden Soldaten des Bataillons ausgewählt, da man alle seine Angehörigen für „gleich tapfer und ausgezeichnet“ hielt.
Strandabschnitt W blieb während des gesamten Gallipoli-Feldzugs die britische Hauptbasis.

## Strandabschnitte S und X
Die Strandabschnitte S und X waren kleinere Landungszonen an den Flanken der Abschnitte V bzw. W. Abschnitt S lag innerhalb der Meerenge in der Morto-Bucht, ungefähr 3 km von Abschnitt V entfernt. Abschnitt X lag in gleicher Entfernung von Abschnitt W unterhalb der Klippen der Ägäisküste. Die Truppen, die an diesen Abschnitten landeten, waren die Divisionsreserve und hatten daher keine eigenen Etappenziele außer der Sicherung des jeweiligen Landekopfes.
Die Landung an Abschnitt S wurde von drei Kompanien des 2. Bataillons der South Wales Borderers unter Lieutenant Colonel Hugh Cassel durchgeführt und war um 7.30 Uhr abgeschlossen. Die Verteidigung bestand aus 15 türkischen Soldaten, die gefangen genommen wurden. Die eigenen Verluste waren sehr gering. Diese Landung war durch das Schlachtschiff Cornwallis unterstützt worden. Die drei Kompanien blieben für die nächsten zwei Tage ohne Feindberührung und wurden dann von den Franzosen abgelöst, als diese die rechte Flanke bei Kap Helles übernahmen.
Am Abschnitt X waren zwei Kompanien des 2. Bataillons der Royal Fusiliers um 6.30 Uhr am Strand. Sie hatten keinen einzigen Ausfall zu beklagen. Die zwölf Verteidiger waren schon vor dem Bombardement der Geschütze des Schlachtschiffs Implacable und des Kreuzers Dublin geflohen.
Später am Tag wurden die beiden Kompanien durch einen türkischen Gegenangriff fast wieder zurück ins Meer geworfen. Das 1. Bataillon des Border Regiments (Lt Col Robert Hume) und das 1. Bataillon der Royal Inniskilling Fusiliers (Lt Col Francis George Jones, † 9. Mai 1915) landeten später am Tag an Abschnitt X. 
Nach der ersten Kampfphase blieben die drei Bataillone am Strandabschnitt X und erwarteten auftragsgemäß das Heranrücken des Hauptkontingents von den Abschnitten V und W.

## Strandabschnitt Y
Der Plan für die fünfte Landung war nicht von General Hunter-Weston entworfen worden, sondern von Sir Ian Hamilton. Abschnitt Y lag an der ägäischen Küste in einer beträchtlichen Entfernung von Kap Helles, in der Nähe des Dorfes Krithia und im Rücken der türkischen Verteidigung am Kap. Das Ufer war schmal und bestand im Wesentlichen aus Felsklippen. Der einzige gangbare Weg war eine steile Wasserrinne. Da dieser Abschnitt den Türken für eine feindliche Landung ungeeignet erschien, war er völlig unverteidigt. Wäre die Landung an diesem Abschnitt besser geplant und geführt worden, wäre dadurch der Ausgang der gesamten Expedition beeinflusst worden und das Fiasko hätte abgewendet werden können.
2.000 Soldaten landeten um 5:45 Uhr am Abschnitt Y. Sie bestanden aus dem Plymouth Battalion, RND, unter dem Kommando von Lieutenant Colonel Godfrey Matthews und dem 1. Bataillon King’s Own Scottish Borderers (KOSB) unter Lieutenant Colonel Archibald Koe und einer Kompanie des 2. Bataillons der South Wales Borderers.
Matthews stellte fest, dass es in dem gesamten Abschnitt keinen einzigen türkischen Soldaten gab. Er und sein Adjutant konnten ungehindert bis auf 500 Meter vor Krithia spazieren, das vollkommen verlassen vor ihnen lag und leicht hätte eingenommen werden können. So nahe an die Ortschaft sollten die Briten nie wieder gelangen. Die Befehle der Landungstruppe waren nur sehr vage. Sie hatten zwar den Auftrag, die türkische Artillerie auszuschalten, fanden aber keine vor. Außerdem kam es zu Kompetenzstreitigkeiten zwischen den beiden Kommandeuren Matthews und Koe. Die Briten begannen erst gegen 3:00 Uhr nachmittags, ihren Landekopf zu befestigen, so dass ihre Gräben noch nicht fertiggestellt waren, als die Türken in der Abenddämmerung mit dem Gegenangriff begannen.
Die Kämpfe dauerten die ganze Nacht an und im Morgengrauen hatten die Briten 697 Tote und Verwundete, darunter auch Colonel Koe. Die verzweifelten Rufe nach Verstärkung wurden von Hunter-Weston komplett ignoriert. Als endlich Boote gesandt wurden, um die Verwundeten abzutransportieren, zogen sich die Briten in völliger Auflösung zurück. Das Landeunternehmen an diesem Strandabschnitt wurde schließlich um 11:30 Uhr am 26. April abgebrochen.
Am Nachmittag kehrte ein Marineoffizier ans Ufer zurück, um nach zurückgelassenen Verwundeten zu suchen. Er konnte zwei Stunden lang das Schlachtfeld absuchen, ohne auf einen einzigen Türken zu stoßen. Die Türken waren alle nach Süden marschiert, um die Verteidiger an den unteren Strandabschnitten zu verstärken.

## Nachspiel
Die Briten starteten die Gallipoli-Expedition in dem Glauben, einen schwachen Gegner vorzufinden. Der fehlgeschlagene türkische Angriff auf den Sueskanal und das türkische Stoßtruppunternehmen bei Alexandretta, das katastrophal endete, hatten sie in diesem Glauben noch bestärkt. Dieser erste Tag am Kap Helles beendete die fatale Fehleinschätzung der britischen Führung. Bis zum Ende des Krieges glaubten die Briten, es südlich von Aci Baba mit zwei türkischen Divisionen zu tun zu haben. Tatsächlich standen dort nur zwei Bataillone an der Landezone. Drei weitere (der Rest des 26. Regiments und eines vom 25.) wurden erst im Laufe des ersten Tages nach Kap Helles in Marsch gesetzt. Der übrige Teil der 9. Division hielt die Australier und Neuseeländer in der Anzac-Bucht bei Gaba Tepe in Schach.
Die Türken hatten die Absicht, eine Linie südlich von Krithia zu halten. Am Morgen des 27. April blieben die Briten zunächst in ihren Stellungen und warteten das Aufschließen der Franzosen an ihrer rechten Flanke ab. Erst um 4:00 Uhr nachmittags rückten sie in einem gemeinsamen Vormarsch ca. 3 km landeinwärts vor. Von dieser Ausgangslinie sollte am nächsten Tag der Angriff gegen Krithia und Aci Baba ausgehen, der sich zur Ersten Schlacht von Krithia entwickelte. Die Verzögerung am 27. April hatte den Türken die Gelegenheit gegeben, ihre Truppen zu verstärken, ihre Verteidigung auszubauen und die Schlacht auf einem Gelände ihrer Wahl anzunehmen.
Die zwei Bataillone, die an Abschnitt V gelandet waren – das 1. Royal Dublin Fusiliers und das 1. Royal Munster Fusiliers – waren so stark dezimiert, dass sie zu einem gemischten Bataillon, bekannt als „Dubsters“, zusammengelegt wurden. Sie wurden erst nach der Evakuierung von Gallipoli wieder neu aufgestellt. Die Munsters wurden im Mai 1916 der 48. Brigade der 16. (irischen) Division unterstellt, die Dubliners kamen im Oktober 1917 ebenfalls zur 16. Division. Von den 1.100 Dubliners überstanden nur elf die Gallipoli-Expedition unversehrt.